# Dipartimento di Robles
Robles è un dipartimento argentino, situato nel centro della provincia di Santiago del Estero, con capoluogo Fernández.
Esso confina a nord con i dipartimenti di Figueroa e Banda, a est con il dipartimento di Sarmiento, a sud con il dipartimento di San Martín, e a ovest con il dipartimento di Capital.
Secondo il censimento del 2001, su un territorio di 1.424 km², la popolazione ammontava a 40.060 abitanti.
Municipi e “comisiones municipales” del dipartimento sono:
- Beltrán
- Colonia El Simbolar
- Fernández
- Ingeniero Forres
- Villa Robles
- Vilmer